# Lecithocera chloroscia
Lecithocera chloroscia is een vlinder uit de familie van de Lecithoceridae. De wetenschappelijke naam van de soort is voor het eerst geldig gepubliceerd in 1938 door Meyrick.